# Вадим Мішин
Вадим Мішин (рум. Vadim Mișin; 12 березня 1945, Кульсари — 18 жовтня 2016) — молдовський політик лівого спрямування, депутат Парламенту Молдови з 22 березня 1998. Голова політичної партії «Відродження». Генерал-майор поліції (в запасі).

## Біографія
- 1969-1974 — Державний університет Молдови, юридичний факультет.
- 1967-1983 — 2-й секретар Орхейського райкому комсомолу, 1-й секретар Григоріопольського райкому, заввідділу в ЦК Ленінського комуністичного союзу молоді Молдови (ЛКСММ);
- з 1983 по 1998 — заступник начальника, начальник департаменту транспортної поліції МВС РМ, генерал-майор поліції (в запасі).
- 1993-2012 — член Партії комуністів Республіки Молдова.
- 1998-2012 — депутат Парламенту Республіки Молдова, член фракції ПКРМ.
- з 9 липня 2012 — не приєднаний депутат Парламенту Республіки Молдова.
- з 14 вересня 2012 — голова політичної партії «Відродження».